# Anomaloglossus rufulus
Anomaloglossus rufulus is een kikkersoort uit de familie van de Aromobatidae. De kikker werd lange tijd tot het geslacht Allobates gerekend.
De wetenschappelijke naam van de soort is voor het eerst geldig gepubliceerd in 1990 door Stefan Jan Filip Gorzula. Deze soort is bekend uit Venezuela. Anomaloglossus rufulus leeft in het regenwoud. De vrouwtjes leggen waarschijnlijk hun eieren in de grond, en mannetjes vervoeren vervolgens die eieren naar water, waar de dieren verder ontwikkelen.